# Ronnie McMahon
Ronald McMahon –conocido como Ronnie McMahon– (31 de octubre de 1942-11 de diciembre de 2010) fue un jinete irlandés que compitió en la modalidad de concurso completo. Ganó una medalla de bronce en el Campeonato Europeo de Concurso Completo de 1971, en la prueba por equipos.

## Palmarés internacional
| Campeonato Europeo | Campeonato Europeo     | Campeonato Europeo | Campeonato Europeo |
| Año                | Lugar                  | Medalla            | Categoría          |
| ------------------ | ---------------------- | ------------------ | ------------------ |
| 1971               | Burghley (Reino Unido) | Medalla de bronce  | Por equipos        |